# شعر (تشريح)

تركيب الشعرة

الشَّعر هو زوائد بروتينية تنمو على أجسام الثدييات، ويتكون من بعض الخلايا غير الحية وبعض المكونات التي تكون عادةً سامة وضارة بالجسم فتفرز على هيئة الشعر الذي يغطي أجسام الثديات.
يظهر الشعر في جسم الجنين خلال الشهرين الأوليين من عمر الجنين ويتركز في الحواجب والشفة العليا والذقن، أما شعر باقي مناطق الجسم فيظهر في الشهر الرابع ويتكون الشعر من لب وقشرة والطبقة الكينينية والغلاف الجدري الداخلي ويبلغ العدد الإجمالي للشعر في الإنسان 5 ملايين شعرة منها 100,000 في فروة الرأس ويسقط منها الشعر بمعدل طبيعي بواقع 100 يوميا وشعر الجنين غير ملون ولا يحتوي على لب ويسمى «لانجو» وهو ناعم، أما بعد الولادة فيظهر الشعر الزغبي وهو أيضًا ناعم ولا يحتوي على لب، أما الشعر النهائي فهو طويل وخشن ويحتوي على لب.

## أنواع الشعر
- الشعر العادي: هو وسط ما بين الشعر الدهني والشعر الجاف فلا تظهر فيه الدهون الكثيرة ولا يبدو فيه الجفاف بوضوح، أي لا هو جاف ولا هو دهني.
- الشعر الدهني: هو الشعر الذي تظهر فيه الدهون أو أنه يفقد تسريحته بسرعة.
- الشعر الجاف: هو الشعر الذي يتعرض للجفاف بعد غسله وأنه يفقد لمعانه في الوقت نفسه.
- الشعر المختلط: هو الشعر يتميز بزيادة الدهون بفروة الرأس وقلة الدهون بالأطراف، أي دهنيًا من أعلى وجافًا من أسفل، وهذا أصعب أنواع الشعر ويحتاج إلى عناية فائقة.

## لون الشعر

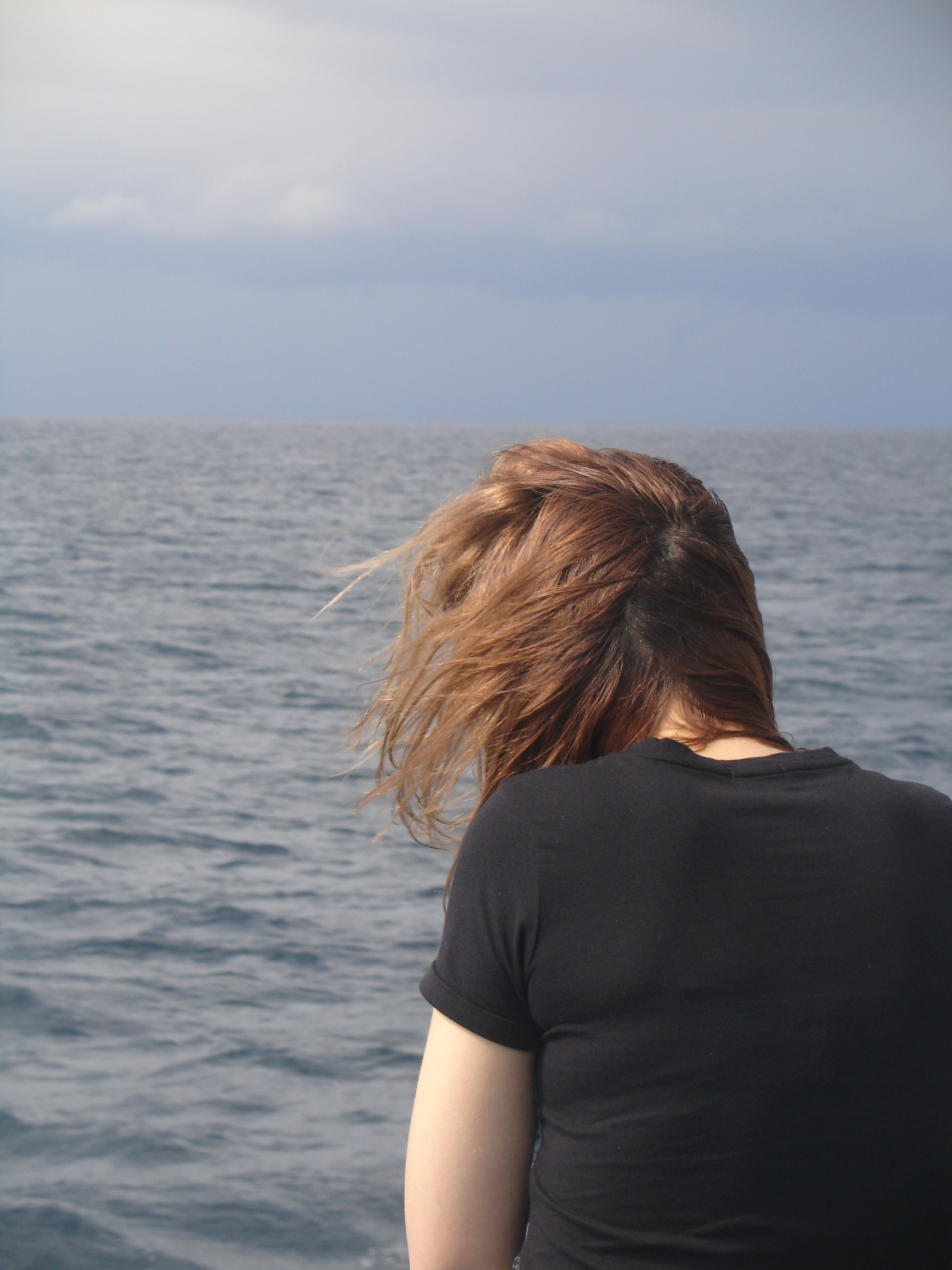
فتاة ذات شعر بُني ضارب إلى الحُمرة

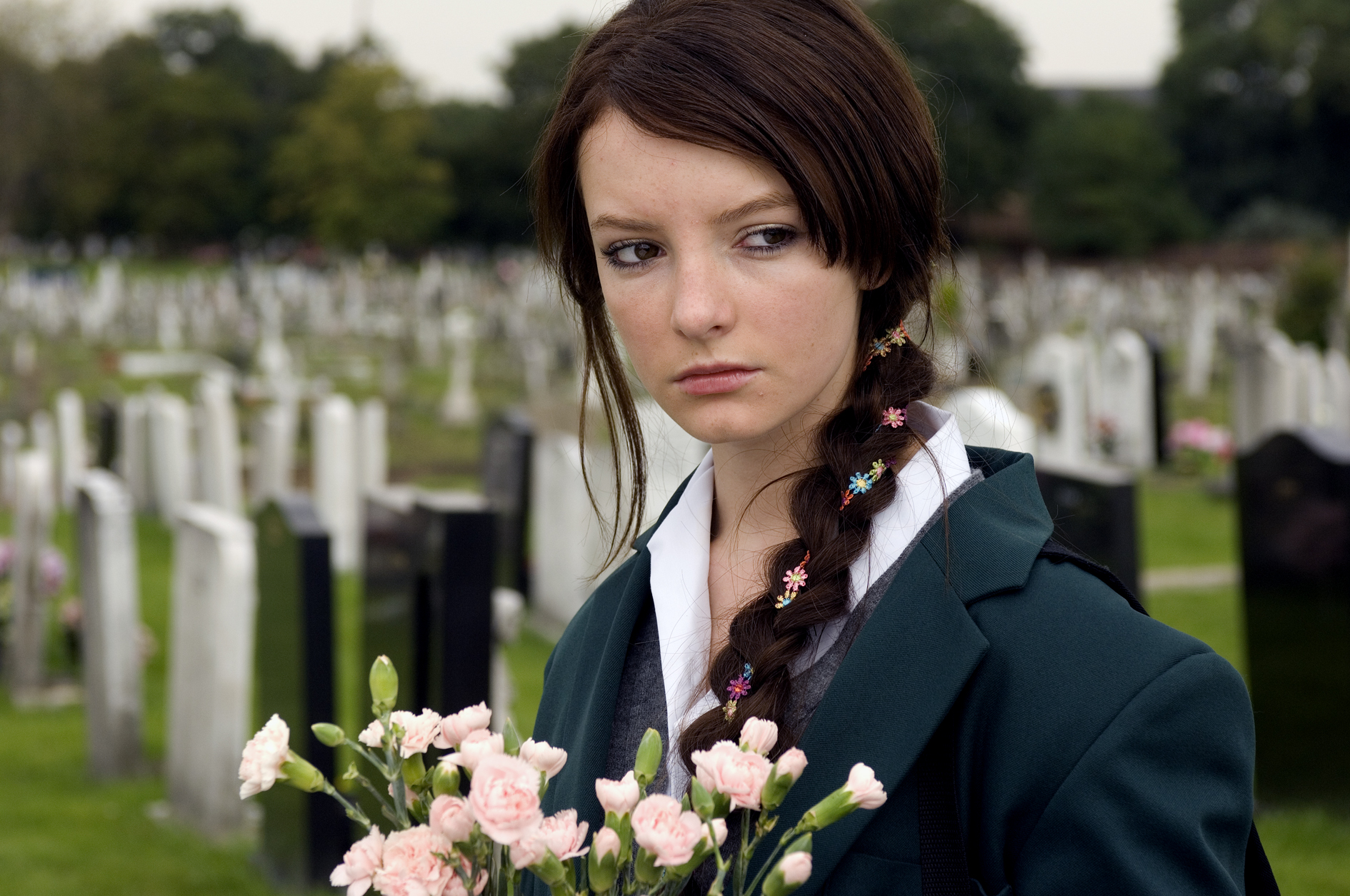
شعر أنثوي

يرجع لون الشعر إلى مادة الميلانين في الخلايا الملونة والتي تعتمد اعتمادًا كليًا على الثيروكسين وإنزيمه ويحدث الشيب (تحول الشعر إلى اللون الأبيض) نتيجة قلة الصبغيات الملونة للشعر تدريجيًا.
الشعر بالأصل أبيض اللون، ولكن وجود المواد الصبغية في بصيلات الشعر تعطيه اللون الذي يظهر به فصبغة الميلانين التي سبق ذكرها المتواجدة في بصيلات الشعر هي التي تعطي الشعر لونه الأسود الطبيعي المعروف. فمع تقدم عمر الإنسان يقل إفراز مادة الميلانين الملونة للشعر بسبب إصابة الخلايا المفرزة لها بالشيخوخة، فيبدأ الشعر الأبيض بالظهور في رأس الإنسان ويتحول الشعر على بقية الجسد إلى اللون الأبيض بالتدريج. وهناك بعض الأفراد الذين قد تجاوزوا الستين من عمرهم ولا يزال شعرهم أسودًا نتيجة لذلك. بينما قد نشاهد بعض الشباب والأطفال دون العاشرة من العمر وقد بدأ الشعر الأبيض يغزو رؤوسهم.

## هرمونات الشعر
يخضع الشعر لتأثير العديد من الهرمونات فيزداد نمو الشعر بزيادة إفراز الثيروكسين من الغدة الدرقية بينما يقلل هرمون الإستروجين الذي يفرزه المبيض من نمو الشعر، ويعتمد نمو الشعر في الإبط و «العانة» وشعر الذقن على هرمون الأندروجين الذي تفرزه الخصية. يبدأ شعر العانة في الظهور في سن 16 لدى الذكور و 14 لدى الإناث أو قد يظهر في سن قبل ذلك بعض الأطفال الذكور مثلًا من سن 11 سنة ويظهر شعر الإبط بعد سنتين من نمو شعر العانة، ويظهر شعر الوجه في نفس الوقت تقريبًا، ثم يبدأ ظهور شعر الساقين والفخذين والساعدين والبطن ويزيد خلال سنوات البلوغ.

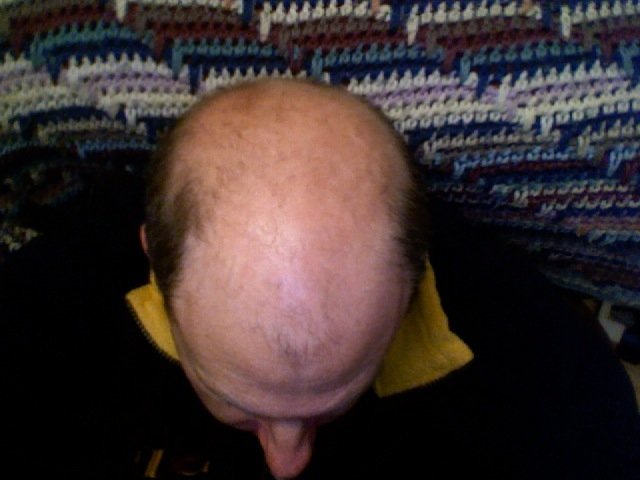
سقوط الشعر سببه الشائع هو الإرهاق

## سقوط الشعر
قد يسقط الشعر نتيجة الإجهاد والقلق الشديدين أو الحمية القاسية كما قد يحدث نتيجة حتمية للغذاء غير المتوازن مثل نقص البروتينات ونقص الحديد والزنك وفيتامين أ وب وقد يزداد سقوط الشعر نتيجة الإصابة ببعض الأمراض أو زيادة هرمون الذكورة تستوستيرون عند الرجال الذي يسبب الصلع في حين أنه يسبب زيادة شعر الجسم. وقد تتسبب بعض المشاكل والضغوطات النفسية إلى الإصابة بمرض هوس نتف الشعر، حيث يقوم المريض بنزع شعر جسمه إراديًا وفي بعض الأحيان لا إراديًا.

## زرع الشعر
توجد عدة طرق لزراعة الشعر وهي:
- وضع شعيرات تحت الجلد باستخدام الأجهزة ويتم ذلك إما بشعر صناعي وهو لا يمكن صبغة مرة أخرى وطولة ثابت ولا ينمو أو شعر طبيعي وهذا يمكن صبغه ولا يمكن نموه
- طريقة الجراحة الميكروسكوبية وهي تعني نقل بصيلات الشعر من المناطق الخلفية غزيرة الشعر إلى المنطقة الأمامية.

## شعر الجسم

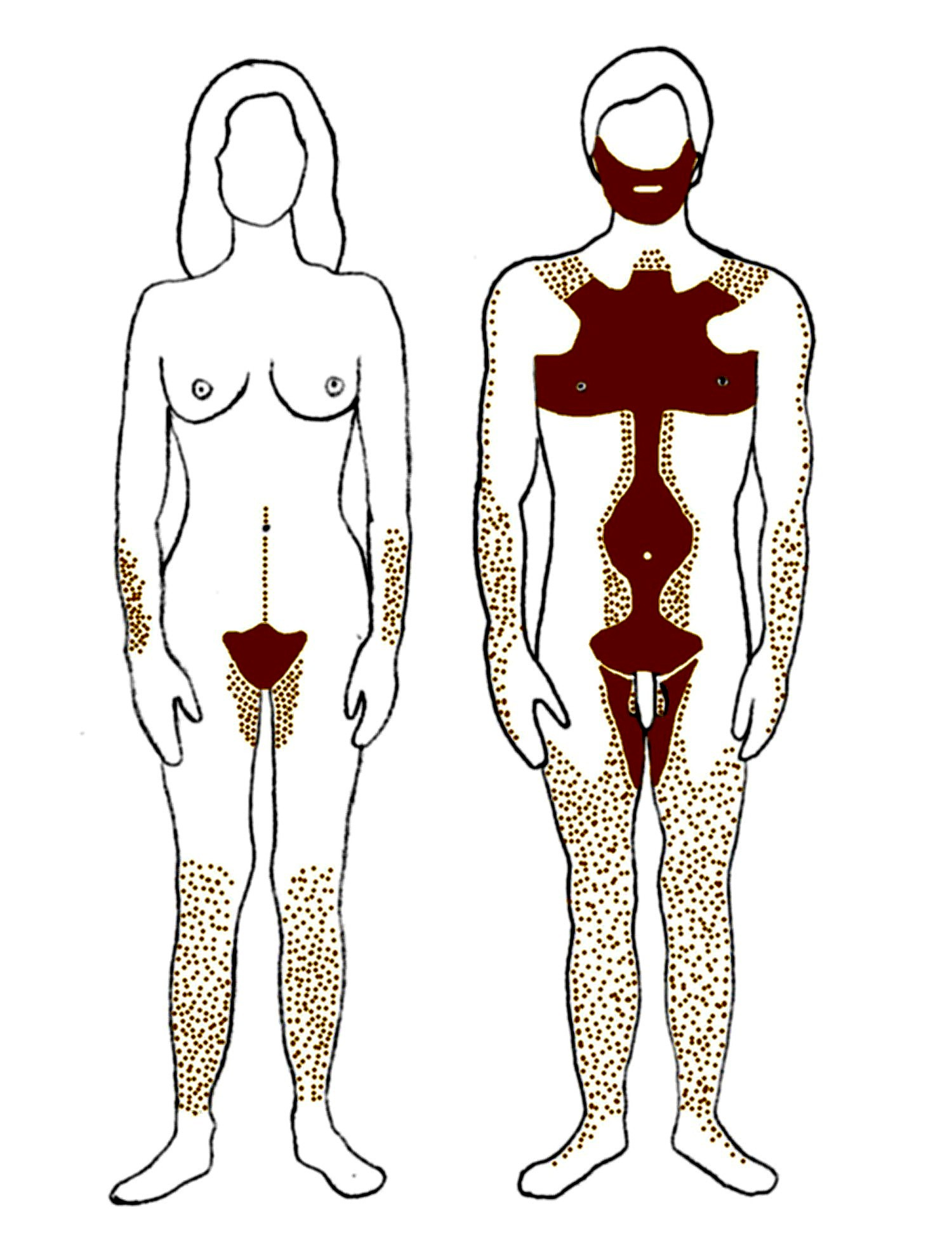
أندروجيني الشعر عند الجنسين في مرحلة البلوغ

في الحالة العامة، يولد الإنسان والشعر يغطي رأسه ويشكل حواجب العين بصورة بسيطة. ويظهر شعر في جسم الإنسان بعد البلوغ في أماكن أخرى غير الرأس مثل العانة والإبط والساق وفي الرجال يظهر شعر اللحية أو شعر الوجه والشارب والصدر ويعتمد هذا الشعر على نسبة هرمون الأندروجين.
ينبت الشعر في معظم أجزاء جسم الإنسان فهناك شعر الرأس ويهتم به الإنسان كثيرًا. وهناك أيضًا شعر الوجه ويختلف الاهتمام به بين المرأة والرجل. وللشعر دور فعال في حياة الإنسان فهو يتغير باستمرار على مدار مراحل نمو الإنسان.

## حقائق عن الشعر في جسم الإنسان
أولًا: إن شعر رأس الإنسان يبلغ عدده بين 100 ألف و150 الف شعرة.
ثانيًا: يخسر الإنسان العديد من الشعر يوميًا حيث يفقد الطفل 90 شعرة يوميًا بينما البالغ يفقد بمعدل من 100 إلی 190 شعرة يوميًا.
ثالثًا: إن شعرة واحدة من الإنسان توضح العديد من الحقائق حول حياة الإنسان مثل في أي بيئة عاش فيها وما شربه وما أكله.
رابعًا: شعر الإنسان هو النسيج الثاني الأكثر نموًا بعد نسيج نخاع العظام.
خامسًا: ينمو الشعر في أغلب مناطق الجسم ما عدا راحة اليد وباطن القدم والجفون والشفاه.

## ممارسات دينية
تمارس بعض النساء من ديانات ومعتقدات مختلفة تغطية الرأس لحجب الشعر كما في ارتداء الحجاب في الممارسات الإسلامية. وكذلك يستخدم غطاء الشعر لدى النساء المتدينات لرمز للتواضع في ممارسات الأرثوذكسية شرقية أثناء بعض الطقوس الدينية داخل الكنائس. وفي تقاليد الكنيسية الأرثوذكسية الروسية تلتزم كل النساء المتزوجات بارتداء غطاء الرأس خلال التواجد داخل الكنيسة. وكذلك توجه تعاليم اليهودية الأرثوذكسية النساء المتزوجات لارتداء الحجاب لأسباب تتعلق بالوقار والتواضع.